# 착하게 살자
《착하게 살자》는 JTBC에서 방송되는 텔레비전 프로그램이며 2018년 1월 19일부터 2018년 3월 16일까지 방송되었다.
JTBC ‘착하게 살자’는 단순한 교도소 체험이 아닌 구속부터 재판, 수감까지 사법 시스템이 작동하는 일련의 과정을 실제적으로 보여준 국내 최초 사법 리얼리티로, 기존에 없는 새로운 소재를 통해 실제 교도소, 법정에서 촬영을 진행해 방송 전부터 큰 화제를 불러 일으켰다.
교도소라는 낯선 소재와 진정성 있는 메시지를 담은 교훈적인 내용과 재미는 매주 화제를 모았다. 또한 교정 공무원들의 노고를 심도 있게 다루고, '죄를 짓지 말자'는 공익적인 메시지를 전달하며 참신함을 보여줬다. 사법 시스템 작동 원리를 설명하며 시청자들의 이해도 도왔다.
화장실도 마음대로 못가는 모습이나 강제노역 장면 등 교도소의 적나라한 모습을 보여주며 왜 착하게 살아야하는가에 대한 확인을 시켜주었다.

## 출연자
- 박건형
- 유병재
- 김보성
- 돈 스파이크
- 권현빈
- 김진우
- 김종민

## 시청률
- 아래의 시청률은 TNmS[2]와 AGB닐슨 미디어 리서치[3]에서 공개한 시청률이다. 빨간색 숫자는 최고 시청률, 파란색 숫자는 최저 시청률을 나타낸다.

| 회차 | 방영일          | 닐슨 전국 | TNmS 전국 |
| ---- | --------------- | --------- | --------- |
| 1회  | 2018년 1월 19일 | 3.5%      | 3.7%      |
| 2회  | 2018년 1월 26일 | 3.2%      | 2.9%      |
| 3회  | 2018년 2월 2일  | 2.2%      | 2.4%      |
| 4회  | 2018년 2월 9일  | 3.2%      | 2.9%      |
| 5회  | 2018년 2월 23일 | 1.7%      | 1.6%      |
| 6회  | 2018년 3월 2일  | 2.9%      | 2.7%      |
| 7회  | 2018년 3월 9일  | 2.8%      | 2.5%      |
| 8회  | 2018년 3월 16일 | 3.0%      | 3.0%      |